# 谷维素
谷维素（γ-oryzanol）是一种脂類的混合物，从米糠的脂肪（米糠油）中可以提取到，其并非一种维生素。
原本以为谷维素是单一物质，现在知道是三萜为主的植物固醇的阿魏酸酯混合物，其中环木菠萝烯基阿魏酸酯、24-亚甲基环木菠萝烯基阿魏酸酯和菜油甾醇阿魏酸酯三者占80%。。

## 用途
暂无有力证据表明谷维素有用，但谷维素仍有在被用于这些方面：

### 神经系统
在日本用于轻度焦虑、轻度抑郁、和更年期症状、肠易激综合症等心身症。在中国认为是非处方的植物神经调节药，说明书载“用于镇静助眠，如神经官能症、月经前期紧张症、更年期综合征的辅助治疗。”
中国也有配合曲美布汀用于治疗肠易激的病例，所用剂量比说明书高。谷维素也有用于治疗心律失常，同样需要更高的剂量。

### 胆固醇
在日本用于辅助治疗高胆固醇，详见植物甾醇条目内有关胆固醇吸收的部分。

### 体育补充剂
在美国有作为体育补充剂售卖，但并没有发现任何提升睾酮或增強表現的能力。

## 副作用
中国药品说明书载：“服后偶有胃部不适，恶心、呕吐、口干、疲乏、皮疹、乳房肿胀、油脂分泌过多、脱发、体重增加等不良反应。停药后均可消失。”
有一例导致锥体外系症状的报告，停药后消失。

## 组分
| 名称                                       | 结构 | 化学式   | CAS 号     |
| ------------------------------------------ | ---- | -------- | ---------- |
| • 环木菠萝烯基阿魏酸酯 • 谷维醇 A          |      | C40H58O4 | 21238-33-5 |
| • 24-亚甲基环木菠萝烯基阿魏酸酯 • 谷维醇 C |      | C41H60O4 | 469-36-3   |
| • 菜油甾醇阿魏酸酯                         |      | C38H56O4 | 20972-07-0 |

次要成分包括Δ7-谷甾醇阿魏酸酯、豆甾醇阿魏酸酯、Δ7-菜油甾醇阿魏酸酯、Δ7-谷甾醇阿魏酸酯、谷甾醇阿魏酸酯、菜豆甾烷醇阿魏酸酯和谷甾烷醇阿魏酸酯。